# Caribe Mix
Caribe Mix fueron una serie de álbumes recopilatorios publicados en España que incluían canciones del año en curso consideradas como éxitos musicales, particularmente candidatas a canción del verano. Una de sus características era que algunas de las canciones recopiladas no eran las versiones originales.
El primer Caribe Mix fue publicado en España en el año 1996. A mediados de la década del 2000, debido a la popularidad de las plataformas de música streaming y las descargas digitales de música en formato de audio mp3, las ventas del recopilatorio fueron decayendo. En el cambio de siglo también apareció Caribe 2000, otro recopilatorio musical que le hizo competencia. Caribe Mix fue editado hasta el año 2018.